# فرد فلانغن
فرد فلانغن (بالإنجليزية: Fred Flanagan)‏ هو لاعب كرة قدم أسترالية أسترالي، ولد في 28 مارس 1924 في مدينة سوان هيل في أستراليا، وتوفي في 14 يناير 2013.

## وصلات خارجية
- فرد فلانغن على موقع AustralianFootball.com (الإنجليزية)
- فرد فلانغن على موقع AFLtables.com (الإنجليزية)